# Svartå bruksförsamling
Svartå bruksförsamling (finska: Mustion ruukinseurakunta) är en före detta luthersk församling i Finland. Församlingen omfattade Svartå i Nylands och Tavastehus län. Svartå delade till en början predikant med Antskogs bruksförsamling, men efter att ha fått en egen präst år 1673 blev Svartå en självständig bruksförsamling. Från början av 1900-talet sköttes predikningarna av präster från Karis. Församlingens huvudkyrka var Svartå kyrka.

## Präster
Lista över präster i Svartå:
- Werner Nordström (1668-1669)
- Daniel Hagerus (1673-1676)
- Petrus Petrejus (1676-1678)
- Gregorius Kulhovius (1678-1683)
- Samuel Tilenius (1683)
- Christoffer Roos (1684-1696)
- Samuel Farelius (1697-1706)
- Henrik Arctelius (1706-1730)
- Johan Carelius (1732-1742)
- Henrik Warelius (1745-1774)
- Gabriel Ring (1775-1781)
- Isak Florin (1783-1784)
- Adolf Ström (1784-1793)
- Lars Palander (1793-1799)
- Erik Hamberg (1798-1811)
- Erik Villstedt (1811-1815)
- Per Ferdinand Hornborg (1815-1827)
- Henrik Emanuel Söderborg (1828-1838)
- Abraham Johan Axelson (1838-1840)
- Adrian Bergman (1842-1856)
- Henrik August Moliis (1856-1860)
- Johan Emil Telenius (1860-1864)
- Karl August Möller (1864-)

- Gustaf Oskar Teofil Sumelius (nådårspredikant 1841-1842)